# ジョシュア・クロフォード
ジョシュア・クロフォード（英: Joshua Crawford、1988年5月11日 - ）は、アメリカ合衆国出身の男子バスケットボール選手。

## 経歴
1988年に生まれる。インディアナ州立大学を経て2010年、スペインを端緒にアメリカ・ブルガリア・ドミニカ・イスラエルなど世界各地で経験を重ねる。
2015-16シーズンにNBL時代の熊本ヴォルターズへ在籍すると、以後は日本を中心に活動する。
Bリーグ初年度の2016年9月5日、愛媛オレンジバイキングスと新規選手契約を締結。
2017-18シーズンは日本を離れるが、2018-19シーズンは埼玉ブロンコス（現さいたまブロンコス）、2019-20シーズンは東京サンレーヴス（現しながわシティバスケットボールクラブ）のほか3X3のTRYHOOP OKAYAMA.EXE に所属した。
2020年8月28日、青森ワッツと新規選手契約を締結。
2021年7月16日、アースフレンズ東京Zと新規選手契約を締結。
2022年9月、秋田ノーザンハピネッツに短期契約選手として在籍。「DOWAグループ presents 第13回 TOHOKU CUP 2022」に出場し優勝に貢献した。
同年9月30日、新潟アルビレックスBBと短期選手契約を締結。
同年11月3日、香川ファイブアローズと短期選手契約を締結。
同年11月18日、アースフレンズ東京Zと二度目の選手契約（短期）を締結。
2022年12月21日、湘南ユナイテッドBCと新規選手契約を締結。
2023年12月21日、金沢武士団と新規選手契約を締結。
2024年2月8日、レバンガ北海道と新規選手契約を基本合意。
同年3月8日、契約満了によりレバンガ北海道を退団。